# Mohutnie, Tokmak
Mohutnie (în ucraineană Могутнє) este un sat în comuna Kirove din raionul Tokmak, regiunea Zaporijjea, Ucraina.

## Demografie
Componența lingvistică a localității Mohutnie
     Ucraineană (84,52%)
     Rusă (8,33%)
     Tătară crimeeană (5,95%)
     Alte limbi (0,6%)
Conform recensământului din 2001, majoritatea populației localității Mohutnie era vorbitoare de ucraineană (84,52%), existând în minoritate și vorbitori de rusă (8,33%) și tătară crimeeană (5,95%).